# DHB-Amateur-Pokal 2016
Der DHB-Amateur-Pokal 2016 war die zweite Austragung des Amateur-Handballpokalwettbewerbs der Herren, dessen zwei Finalisten am DHB-Pokal 2016/17 teilnehmen. Elf der 22 Landesverbände verzichteten in diesem Jahr jedoch auf die Teilnahme an diesem Wettbewerb.

## Viertelfinale
| Datum         | Heimmannschaft                    |   | Gastmannschaft           | Ergebnis    |
| ------------- | --------------------------------- | - | ------------------------ | ----------- |
| 12. März 2016 | SG OSF Berlin (BE)                | – | HC Glauchau/Meerane (SN) | 27:31       |
| 12. März 2016 | HSG Siebengebirge/Thomasberg (MR) | – | SG Langenfeld (NR)       | 22:26       |
| 12. März 2016 | TSV Unterhaching (BY)             | – | HSV Apolda (TH)          | 28:31 n. V. |
| 13. März 2016 | SG WIFT Neumünster (SH)           | – | HG Hamburg-Barmbek (HH)  | 26:22       |

## Halbfinale
| Datum         | Heimmannschaft           |   | Gastmannschaft          | Ergebnis |
| ------------- | ------------------------ | - | ----------------------- | -------- |
| 28. März 2016 | HC Glauchau/Meerane (SN) | – | SG WIFT Neumünster (SH) | 23:22    |
| 28. März 2016 | HSV Apolda (TH)          | – | SG Langenfeld (NR)      | 30:32    |

## Finale
Das Finale fand am 1. Mai 2016 in der Hamburger Barclaycard Arena vor 2.866 Zuschauern statt.
| Datum       | Heimmannschaft           |   | Gastmannschaft     | Ergebnis     |
| ----------- | ------------------------ | - | ------------------ | ------------ |
| 1. Mai 2016 | HC Glauchau/Meerane (SN) | – | SG Langenfeld (NR) | 25:29 (9:14) |